# Gordon Bell (Ingenieur)

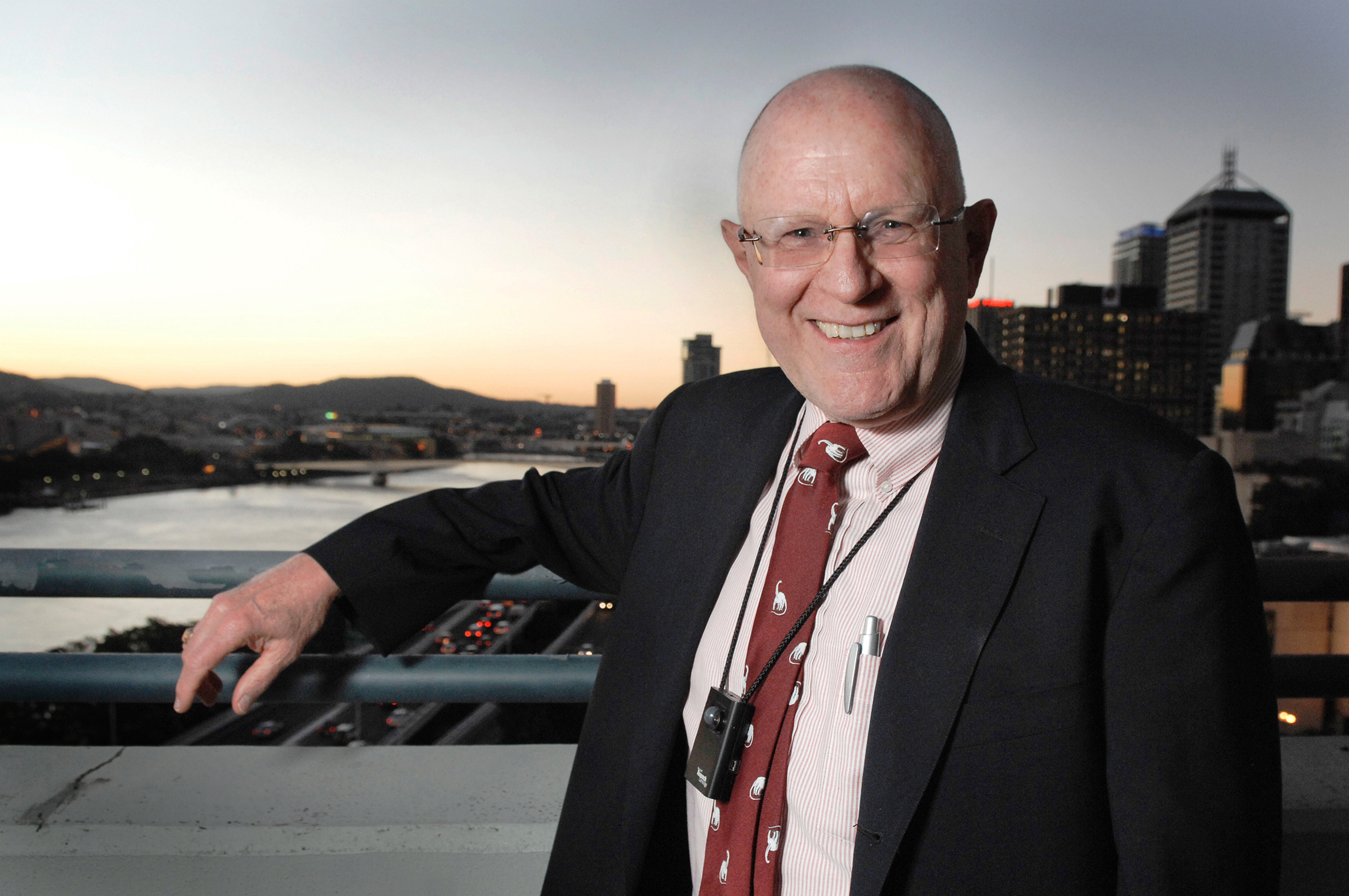
Gordon Bell

Chester Gordon Bell (* 19. August 1934 in Kirksville, Missouri; † 17. Mai 2024 in Coronado, Kalifornien) war ein US-amerikanischer Computeringenieur und Manager. Er war in den 1960er Jahren bei DEC, für die er mehrere Computer der Reihe PDP entwickelte und in den 1970er Jahren die VAX-Entwicklung leitete.

## Leben
Bell war schon früh im Familienbetrieb für Elektroinstallation und Reparatur von Elektrogeräten beschäftigt. Er studierte Elektrotechnik am Massachusetts Institute of Technology (MIT) mit dem Bachelor-Abschluss 1956 und dem Master-Abschluss 1957. Danach unterrichtete er als Fulbright-Stipendiat Informatik an der University of New South Wales in Australien, bevor er ans MIT zurückkehrte, wo er im Speech Computation Laboratory an Sprach-Codierungs-Programmen arbeitete. 1960 wechselte er zu der neu gegründeten Computerfirma DEC. Er entwickelte das Input/Output-System der PDP-1 und war danach einer der Hauptarchitekten, zum Beispiel bei der PDP-4 und PDP-6. 1966 ging er an die Carnegie Mellon University, um Informatik zu lehren. 1972 kehrte er als Vizepräsident für Technologie (Vicepresident of Engineering) zu DEC zurück und leitete die VAX-Entwicklung, deren Hauptarchitekt sein Doktorand William D. Strecker war. 1983 verließ er DEC nach einem Herzanfall.
Danach war er an der Gründung eigener Computerfirmen beteiligt (Encore Computer und 1986 Ardent Computer, die mit Stellar 1989 zu Stardent Computer fusionierten) und war Berater verschiedener Organisationen und Firmen; unter anderem gründete er 1986 das Computing and Information Science and Engineering Directorate (CISE) der National Science Foundation (NSF). Ab 1991 war er Berater bei Microsoft und ab 1995 leitender Wissenschaftler bei Microsoft Research.
Im Rahmen des Microsoft-Projektes MyLifeBits digitalisierte er über mehrere Jahre hinweg alle seine bisher gesammelten Schriftstücke, Fotos, Videos, Aufnahmen seines Anrufbeantworters usw. und war somit papierlos. Von 2001 bis 2007 speicherte Bell so 150 GB an Daten auf seinen Festplatten, unter anderem mit der ebenfalls von Microsoft entwickelten SenseCam, die er um seinen Hals trug. Weiterhin wurde per GPS sein Aufenthaltsort protokolliert, der mittels Datum und Uhrzeit seinen übrigen Aufzeichnungen zugeordnet werden kann.
Im Jahr 1987 wurde auf seine Initiative der Gordon Bell Preis der ACM und IEEE für Parallelrechner-Entwicklung gestiftet. Er war Fellow der American Association for the Advancement of Science, der American Academy of Arts and Sciences, des IEEE und der ACM, der National Academy of Sciences (2007), der Australian Academy of Technological Sciences and Engineering (2009) und der National Academy of Engineering (1977).
Mit seiner Frau Gwen Bell war er 1979 Mitgründer des Computermuseums in Boston (das viele Exponate von DEC erhielt). Es schloss 1999; die Ausstellungsstücke gingen teilweise an das Boston Museum of Science, teilweise an das 1996 gegründete Computer History Museum in Mountain View. Gordon Bell verstarb im Mai 2024 in Coronado, Kalifornien im Alter von 89 Jahren.

## Ehrungen und Auszeichnungen
- 1975 W. Wallace McDowell Award
- 1991 National Medal of Technology
- 1992 John-von-Neumann-Medaille des Institute of Electrical and Electronics Engineers (erstmals verliehen)
- 1993 Ehrendoktor des Worcester Polytechnic Institute
- 2010 Ehrendoktor der Carnegie Mellon University
- 2014 Seymour Cray Computer Engineering Award

## Schriften
- mit Daniel Siewiorek, Allen Newell: Computer Structures: Reading and Examples, McGraw Hill 1982 (zuerst 1971).
- mit J. Craig Mudge, John E. McNamara: Computer Engineering: A DEC view of hardware system design, Digital Press, Bedford, Massachusetts 1978.
- mit John McNamara: High Tech Ventures: The Guide for Entrepreneurial Success, Addison-Wesley 1991.
- mit Jim Gemmell: Total Recall: How the E-Memory Revolution will change everything, New York, Dutton 2009 (Vorwort Bill Gates), Paperback-Ausgabe als Your life uploaded: the digital way to better memory, health and productivity, 2010.